# Brad Tavares
Bradley Kaipo Sarbida Tavares (Kailua, 21 dicembre 1987) è un lottatore di arti marziali miste statunitense.
Combatte nella categoria dei pesi medi per l'organizzazione statunitense UFC. Nel 2010 è stato concorrente dell'undicesima stagione del reality show The Ultimate Fighter.

## Biografia
Di origini samoane, portoghesi e filippine, nasce a Kailua, una Contea di Honolulu.

## Carriera nelle arti marziali miste

### Ultimate Fighting Championship
Dopo aver raggiunto un record di cinque vittorie e nessuna sconfitta, agli inizi del 2010 partecipa al reality show The Ultimate Fighter, raggiungendo le semifinali del programma. Tuttavia gli viene concessa la possibilità di debuttare in UFC: l'esordio avviene a The Ultimate Fighter: Team Liddell vs. Team Ortiz Finale contro Seth Baczynski, contro il quale si impone per decisione unanime.
Segnalatosi poi come giovane talento grazie a una vittoria prima del limite sul veterano Phil Baroni a UFC 125, subisce la prima sconfitta da professionista il 2 luglio 2011 a UFC 132 quando è battuto ai punti da Aaron Simpson. Malgrado tale battuta d'arresto, Tavares riesce ad entrare nella top 15 della promozione grazie a vittorie in successione contro i vari Dongi Yang, Tom Watson, Riki Fukuda, Robert McDaniel e Lorenz Larkin. Il 2014 si rivela essere un'annata negativa per l'hawaiiano, impegnato contro due avversari di livello in Yoel Romero e Tim Boetsch, entrambi in grado di sconfiggerlo. Contro il Barbarian di Lincolnville, in particolare, verrà fermato entro il limite per la prima volta in carriera. 
A seguito di un importante successo contro l'esperto Nate Marquardt a UFC 182, ottiene più tardi la possibilità di tornare nei ranking quando affronta il promettente australiano Robert Whittaker a UFC Fight Night: Miocic vs. Hunt. Il match si risolve per KO in soli 44 secondi quando Tavares, atterrato da un gancio sinistro del nemico, è steso privo di sensi in ground and pound grazie ad una serie aggressiva di colpi. Reduce da una dura sconfitta, negli anni seguenti riesce a tornare nei ranking più bassi di categoria con vittorie su validi lottatori come Caio Magalhães, Elias Theodorou, Thales Leites e Krzysztof Jotko.

## Risultati nelle arti marziali miste
| Risultato | Record | Avversario            | Metodo                         | Evento                                  | Data              | Round | Tempo | Città                    | Note |
| --------- | ------ | --------------------- | ------------------------------ | --------------------------------------- | ----------------- | ----- | ----- | ------------------------ | ---- |
| Vittoria  | 19-6   | Omari Akhmedov        | Decisione (non unanime)        | UFC 264                                 | 10 luglio 2021    | 3     | 5:00  | Las Vegas, Stati Uniti   |      |
| Vittoria  | 18-6   | Antônio Carlos Júnior | Decisione (unanime)            | UFC 257: Poirier vs. Mcgregor 2         | 24 gennaio 2021   | 3     | 5:00  | Abu Dhabi, Emirati Arabi |      |
| Sconfitta | 17-6   | Edmen Shahbazyan      | KO tecnico (calcio alla testa) | UFC 244: Masvidal vs. Diaz              | 2 novembre 2019   | 1     | 2:27  | New York, Stati Uniti    |      |
| Sconfitta | 17-5   | Israel Adesanya       | Decisione (unanime)            | The Ultimate Fighter: Undefeated Finale | 6 luglio 2018     | 5     | 5:00  | Las Vegas, Stati Uniti   |      |
| Vittoria  | 17-4   | Krzysztof Jotko       | KO tecnico (pugni)             | UFC on Fox: Poirier vs. Gaethje         | 14 aprile 2018    | 3     | 2:16  | Glendale, Stati Uniti    |      |
| Vittoria  | 16-4   | Thales Leites         | Decisione (unanime)            | UFC 216: Ferguson vs. Lee               | 7 ottobre 2017    | 3     | 5:00  | Las Vegas, Stati Uniti   |      |
| Vittoria  | 15-4   | Elias Theodorou       | Decisione (unanime)            | The Ultimate Fighter: Redemption Finale | 7 luglio 2017     | 3     | 5:00  | Las Vegas, Stati Uniti   |      |
| Vittoria  | 14-4   | Caio Magalhães        | Decisione (non unanime)        | UFC 203: Miocic vs. Overeem             | 10 settembre 2016 | 3     | 5:00  | Cleveland, Stati Uniti   |      |
| Sconfitta | 13-4   | Robert Whittaker      | KO (pugni)                     | UFC Fight Night: Miocic vs. Hunt        | 10 maggio 2015    | 1     | 0:44  | Adelaide, Australia      |      |